# Aleix Pi
Aleix Pi Portet, född 27 januari 1996, är en spansk friidrottare som tävlar i stavhopp.

## Karriär
Vid spanska mästerskapen 2023 i Torrent tog Pi guld i stavhopp efter att ha hoppat 5,52 meter, vilket blev ett nytt personbästa. Vid iberoamerikanska mästerskapen 2024 i Cuiabá tog han guld i stavhopp efter att ha hoppat 5,45 meter.

## Personliga rekord
- Stavhopp – 5,52 m (Torrent, 28 juli 2023)[3]